# Danny Cepero
Pour les articles homonymes, voir Cepero.
Danny Cepero est un footballeur américain, né le 22 avril 1985 à  Baldwin, Comté de Nassau, NY, États-Unis.

## Biographie
Drafté lors de la Supplemental Draft de 2007, il joue comme gardien pour le club des Red Bull New York. Il est entré dans l'histoire de la MLS comme étant le premier gardien de but à marquer.
Il a passé la première partie du championnat 2007 à améliorer ses qualités, puis à entrer efficacement dans la liste des Red Bulls. Le 26 mars de la même année, la signature d'un contrat de développement avec le club de New York par Cepero a été annoncée. À la fin de la saison, il a suivi une période d’entraînement avec le PSV, ce qui a impressionné le personnel technique.
Le 2 avril 2008, Cepero a été prêté aux Harrisburg City Islanders, dans la deuxième division de la United Soccer Leagues. Avec la nouvelle équipe, il s’est imposé comme l’un des gardiens émergents du championnat USL-2. Après le prêt, il a été rappelé aux Red Bulls.
Il a fait ses débuts avec l’équipe de New York le 18 octobre 2008 contre le Columbus Crew, en raison de l’absence de son propriétaire Jon Conway, suspendu pour dix courses en raison de l’utilisation de substances illicites. Dans le même match, Cepero a marqué un but avec un coup franc, battu juste en dehors de sa surface de réparation. Il est ainsi devenu le premier gardien de but de la Major League Soccer à marquer un but. 
Il a également joué lors des barrages du championnat, y compris le défi contre le Dynamo de Houston, qui s'est soldé par un score total de quatre pour un pour les Red Bulls, grâce à la victoire à l'extérieur de trois à zéro.
Il a pris sa retraite en 2011 pour travailler comme conseiller en vente chez Meltwater News.
Il est actuellement entraîneur des gardiens en MLS.